# 国道255号

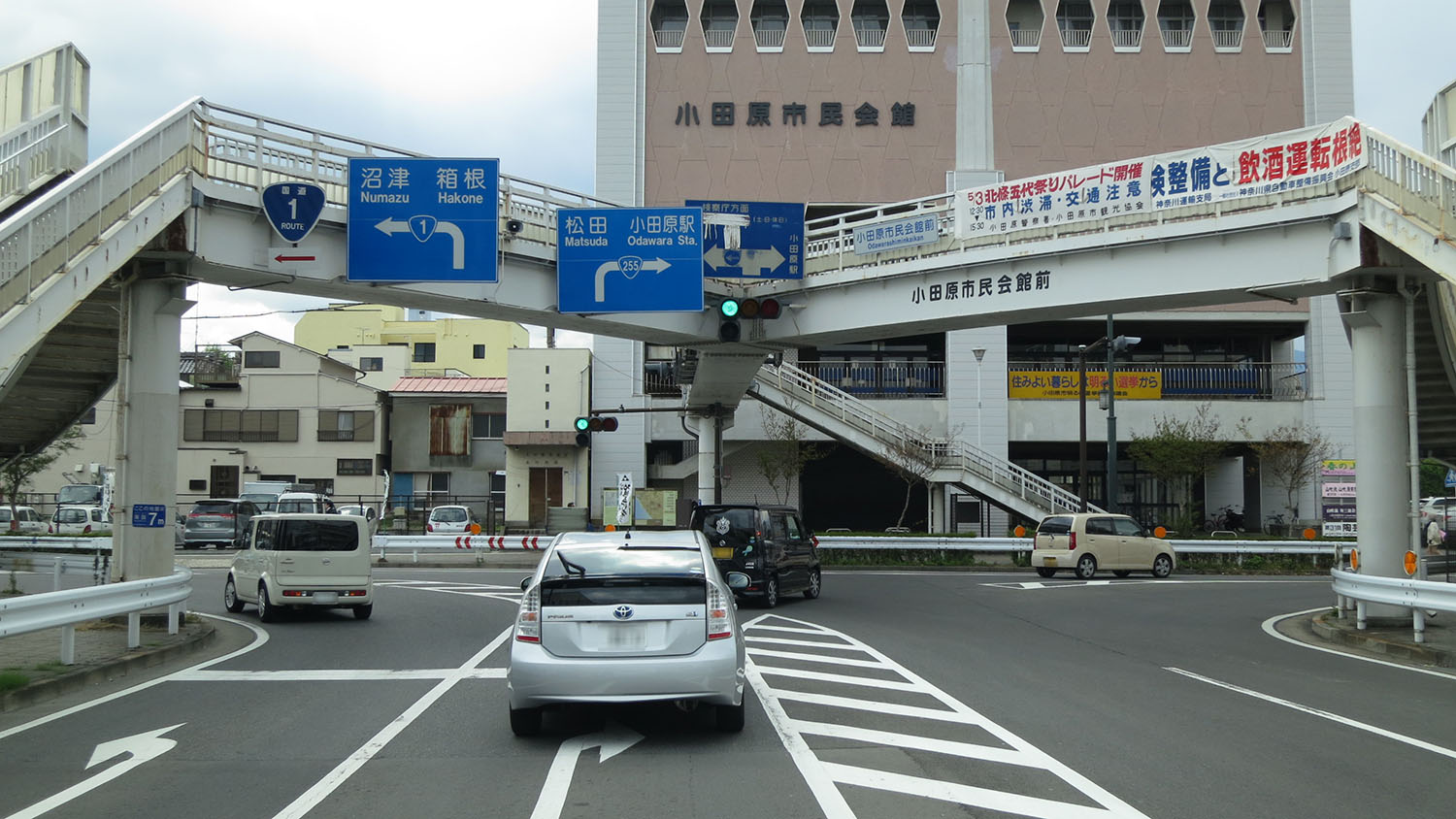
国道255号 終点
神奈川県小田原市
小田原市民会館前交差点

国道255号（こくどう255ごう）は、神奈川県秦野市から足柄上郡松田町を経て、小田原市に至る一般国道である。

## 概要

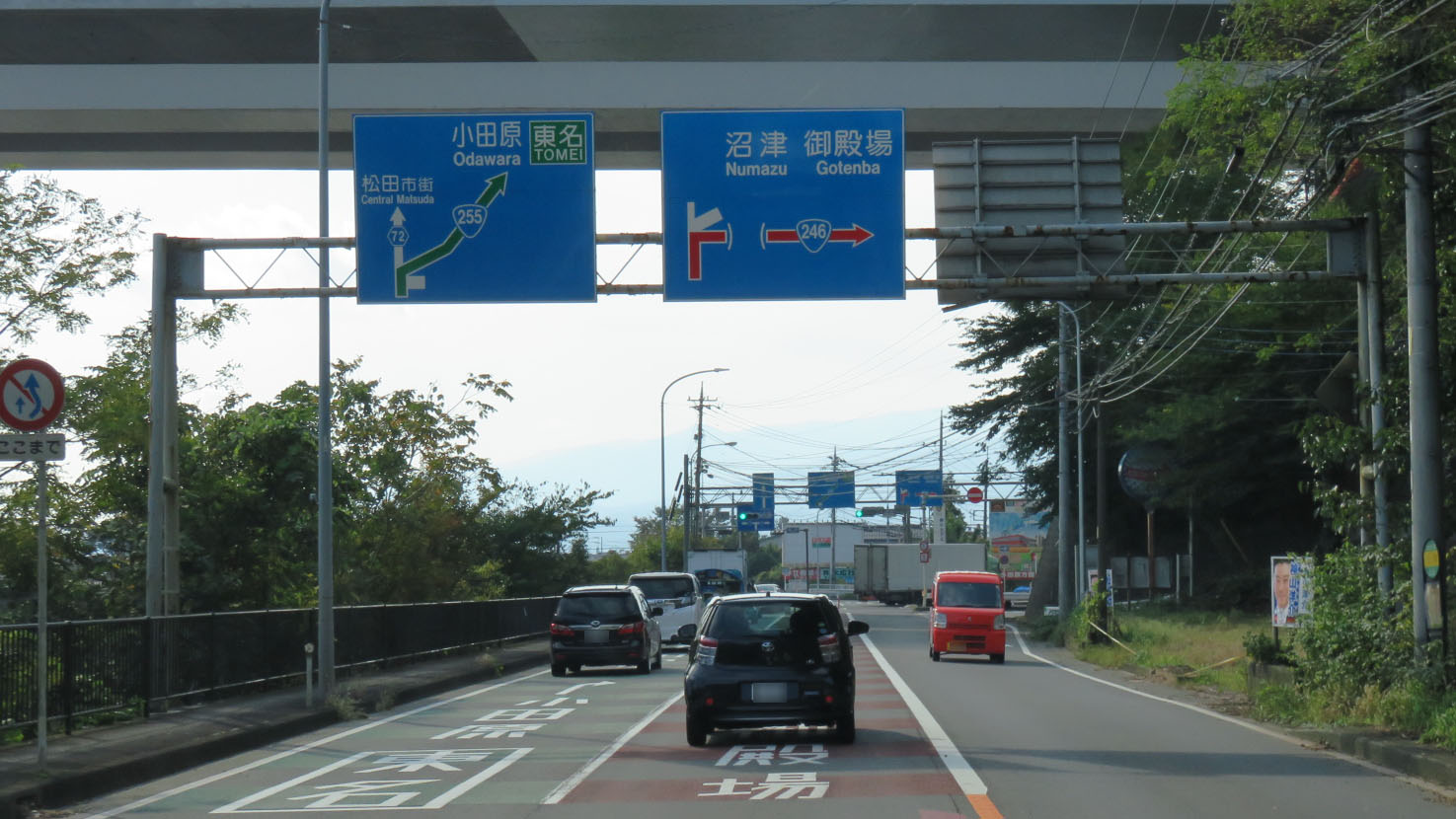
国道246号（重複区間）との分岐
神奈川県足柄上郡松田町
籠場インター付近

秦野市と足柄上郡松田町の間は国道246号に重複しているため、単独区間は足柄上郡松田町（国道246号）と小田原市（国道1号）の間である。
秦野市を起点とする背景には、1962年（昭和37年）5月1日当時の道路法の条文により、重要都市（秦野市）と一級国道（国道1号）を結ぶ路線とせざるをえなかったという事情がある（現行道路法にも実質的に同じ条文が残っているが、表現が変わり、「重要都市」が「人口十万以上の都市」に、「一級国道」が「前号に規定する国道」になっている）。

### 路線データ
一般国道の路線を指定する政令に基づく起終点および重要な経過地は次のとおり。
- 起点：秦野市（堀川入口交差点 = 国道246号上）
- 終点：小田原市（小田原市民会館前交差点 = 国道1号交点、国道138号終点）
- 重要な経過地：神奈川県足柄上郡松田町
- 総延長 : 19.0 km（重用延長を含む）[2][注釈 2]
- 重用延長 : 7.2 km[2][注釈 2]
- 未供用延長 : なし[2][注釈 2]
- 実延長 : 11.8 km[2][注釈 2]
  - 現道 : 11.8 km[2][注釈 2]
  - 旧道 : なし[2][注釈 2]
  - 新道 : なし[2][注釈 2]
- 指定区間：国道246号と重複する区間（秦野市・堀川入口交差点（起点） - 足柄上郡松田町松田惣領・籠場インターチェンジ）[3]

## 歴史
1962年（昭和37年）に建設大臣に就任した河野一郎は、「横紙破り」とよばれる政治行動でも知られた政界の実力者で、国務大臣として辣腕をふるい、首都高速道路、東名高速道路、名神高速道路などの整備を強力に推進していった。
河野は、このとき始まった東名高速道路の建設ルートが出身地で地元選挙区がある小田原市を通過しないことに不満を持ち、東名高速道路で出るために、大井松田ICと小田原市を直結する一般県道小田原松田線を、国道に指定させたといわれている。
国道として指定されたのは、1962年（昭和37年）5月1日の二級国道の第三次路線指定で「二級国道255号秦野小田原線」となったときで、翌1963年（昭和38年）4月1日から施行された。1962年（昭和37年）5月1日の二級国道の路線を指定する政令の一部改正では、国道255号と一部区間（秦野市 - 足柄上郡松田町）が重用する路線となった二級国道246号東京沼津線の重要な経過地の欄に「神奈川県足柄上郡松田町」が加えられ、これと同時に二級国道255号を含む二級国道32路線が追加指定されている。
1965年（昭和40年）に道路法が改正されると、従来の一級・二級の国道区分が廃止されて、一般国道に統合されたことに伴い、「二級国道255号秦野小田原線」から「一般国道255号」となった。

### 年表
- 1963年（昭和38年）4月1日 - 二級国道255号秦野小田原線（神奈川県秦野市 - 神奈川県小田原市）として指定[7]。
- 1965年（昭和40年）4月1日 - 一般国道255号となる[1]。

## 路線状況
国道1号と国道246号を南北に結んでおり、足柄平野の主要ルートとしての役割を果たしている。

### 重複区間
- 国道246号（秦野市（起点） - 足柄上郡松田町松田惣領）

## 地理

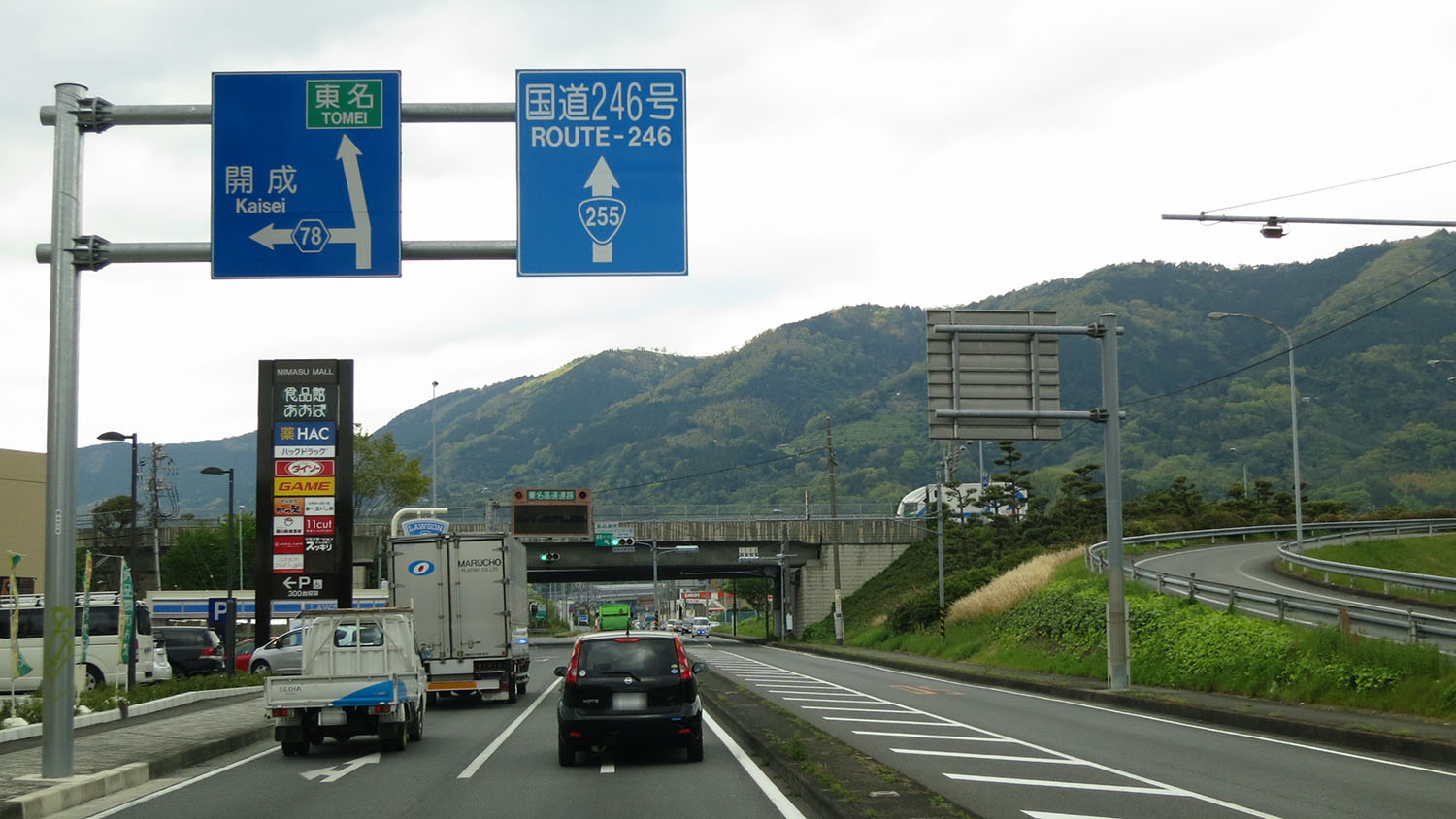
東名高速道路、大井松田IC付近
神奈川県足柄上郡大井町

### 通過する自治体
- 神奈川県
  - 秦野市 - 足柄上郡松田町 - 足柄上郡大井町 - 小田原市

### 交差する道路
- 秦野市起点より神奈川県足柄上郡松田町籠場インターまで国道246号に重複
- 神奈川県足柄上郡大井町金子 大井松田IC（E1東名高速道路）
- 神奈川県足柄上郡大井町 インター前交差点（神奈川県道78号御殿場大井線 足柄峠方面）
- 神奈川県足柄上郡大井町 根岸交差点（神奈川県道72号松田国府津線 松田庶子方面）
- 神奈川県足柄上郡大井町 金子陸橋（神奈川県道72号松田国府津線 国府津方面）
- 神奈川県足柄上郡大井町 栢山入口交差点（神奈川県道711号小田原松田線、神奈川県道714号栢山停車場曽我線）
- 神奈川県小田原市 桑原交差点（神奈川県道711号小田原松田線、神奈川県道717号沼田国府津線）
- 神奈川県小田原市 成田交差点（神奈川県道716号成田下曽我停車場線、神奈川県道717号沼田国府津線）
- 神奈川県小田原市成田 小田原東IC（国道271号小田原厚木道路）
- 神奈川県小田原市 成田南交差点（神奈川県道717号沼田国府津線）
- 神奈川県小田原市 飯泉橋東交差点（神奈川県道711号小田原松田線）
- 神奈川県小田原市 飯泉入口交差点（神奈川県道720号怒田開成小田原線）
- 神奈川県小田原市 広小路交差点（新栄通り）
  - 広小路交差点以南、銀座通り（国道）は北向き一方通行、並行する新栄通り（小田原市道）は南向き一方通行により国道を補完
- 神奈川県小田原市 銀座通り交差点
  - 大工町通り（本路線は北向き一方通行）
- 神奈川県小田原市 栄町1交差点
  - 中央通り（本路線は北向き一方通行）
- 神奈川県小田原市 小田原市民会館前交差点（国道1号、国道138号）

## ギャラリー

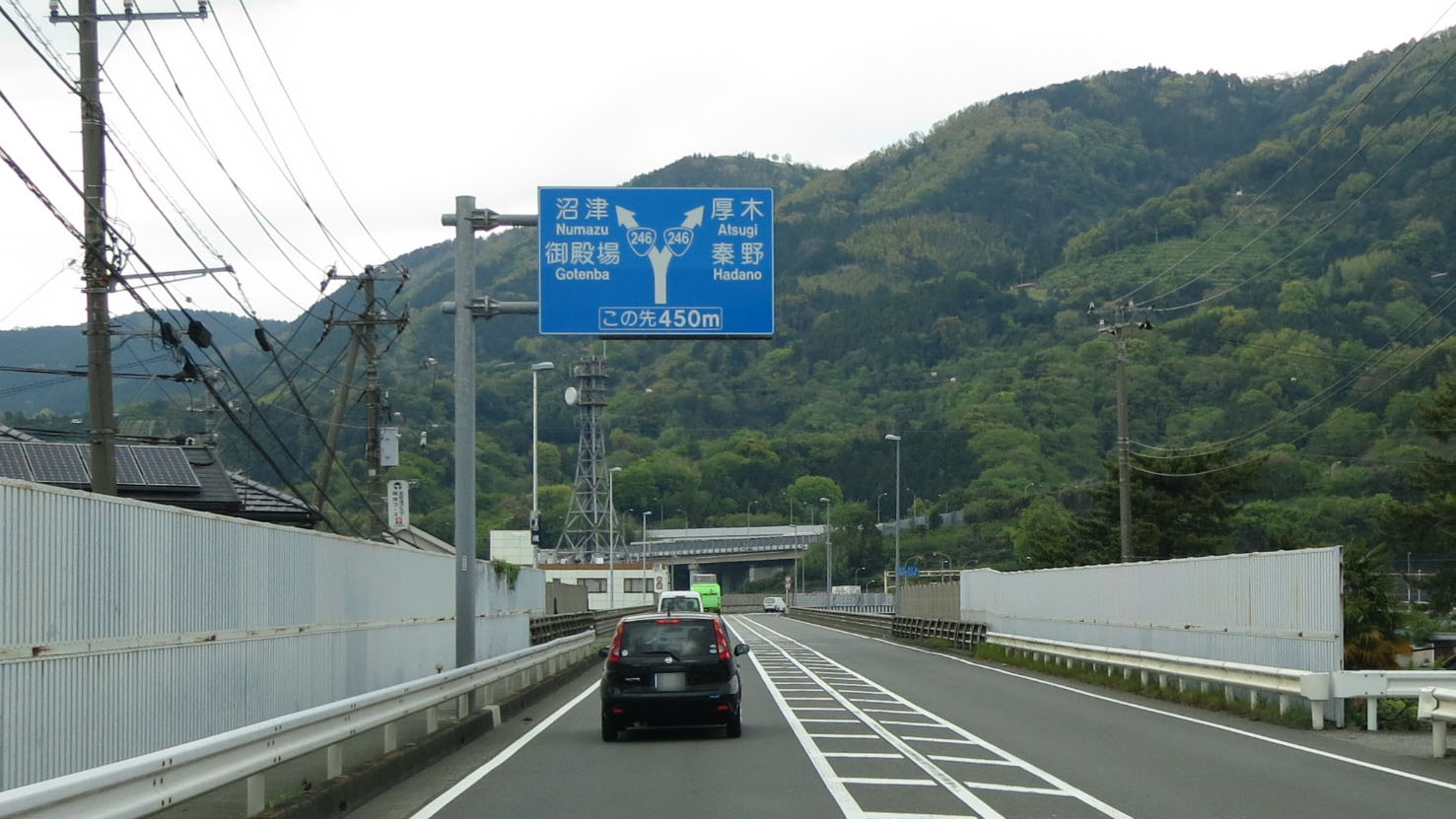
籠場インター付近 神奈川県足柄上郡松田町
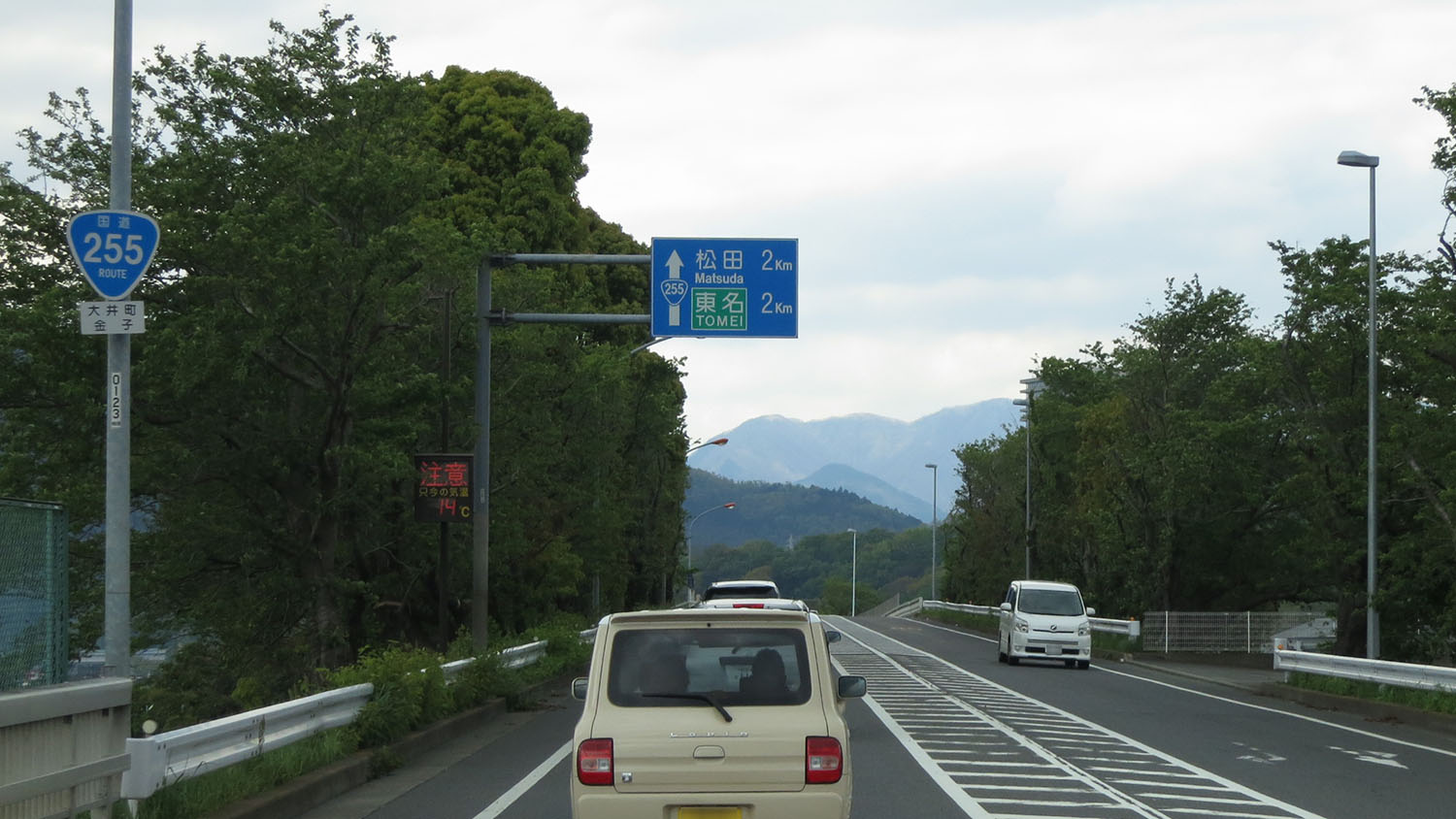
神奈川県足柄上郡大井町金子
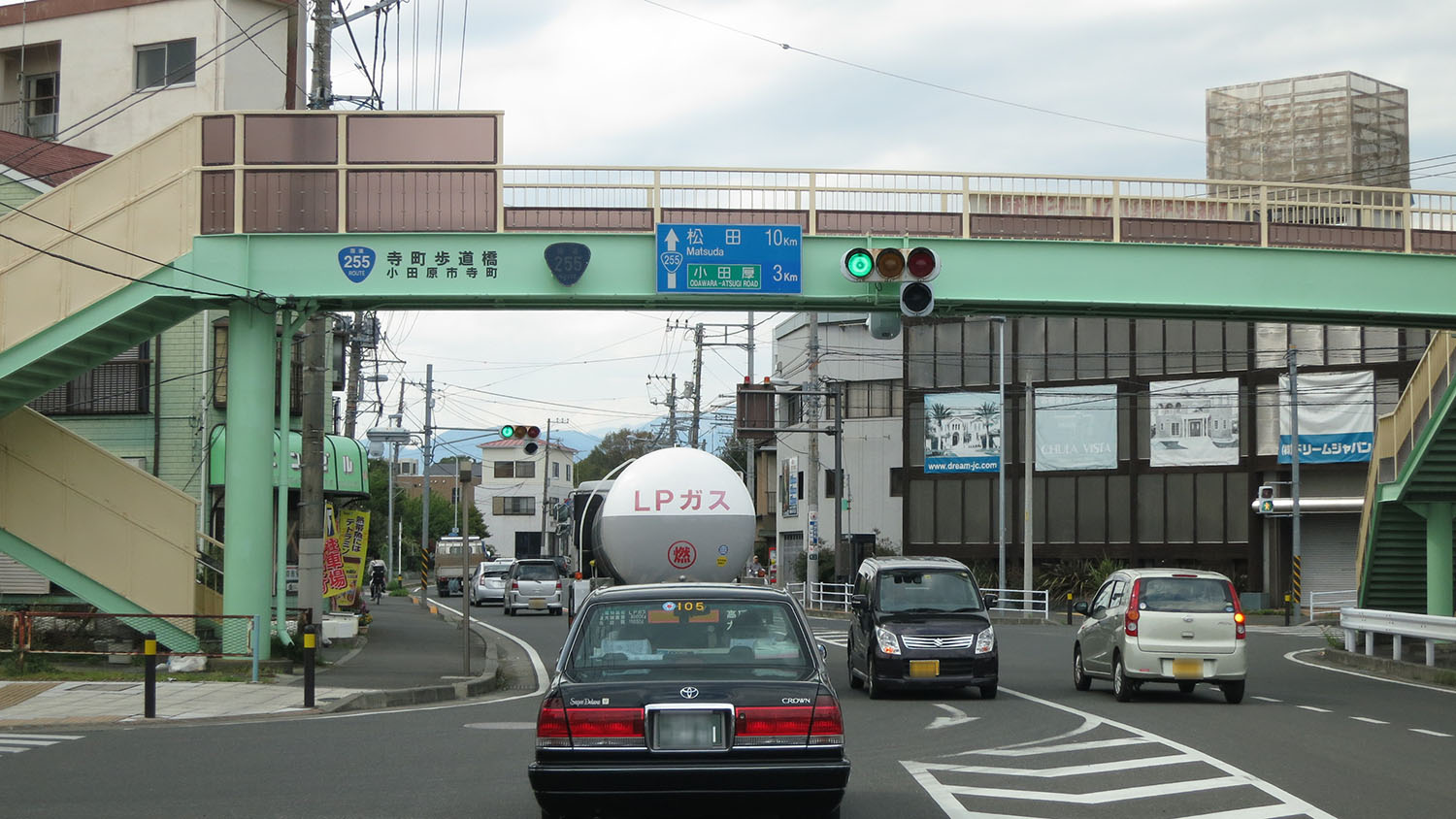
神奈川県小田原市扇町